# Mistrovství světa v házené žen 2017
Mistrovství světa v házené žen 2017 představovalo 23. ročník ženského světového šampionátu v házené, který probíhal mezi 1. až 17. prosincem 2017 v šesti německých městech. Turnaj, na němž startovalo dvacet čtyři reprezentačních týmů ve čtyřech základních skupinách, organizovala Mezinárodní házenkářská federace. Německo se stalo jediným uchazečem o pořadatelství v tomto termínu. Ženská mistrovství světa již pořádalo v letech 1965 a 1997.
Podruhé v historii se mistrem světa stala Francie, když navázala na vítězství z roku 2003. Ve finále překvapivě porazila favorizované obhájkyně trofeje z Norska a vrátila jim finálové prohry z let 1999 a 2011. Bronzovou medaili vybojovaly Nizozemky po vítězství nad Švédskem.
Francouzské hráčky tak navázaly na mužské reprezentační mužstvo země galského kohouta, které ve finále lednového Mistrovství světa v házené 2017 zdolalo také Norsko.

## Dějiště
Šampionát probíhal v šesti arénách německých měst Bietigheim-Bissingen, Magdeburg, Oldenburg, Lipsko, Trevír a Hamburk.
| Lipsko                         | Bietigheim-Bissingen Hamburk Magdeburg Oldenburg Lipsko Trevír Pořadatelská města MS v házené žen 2017 | Magdeburg                          |
| ------------------------------ | --- | ---------------------------------- |
| Arena Leipzig kapacita: 6 250  | Bietigheim-Bissingen Hamburk Magdeburg Oldenburg Lipsko Trevír Pořadatelská města MS v házené žen 2017 | GETEC Arena kapacita: 6 200        |
|                                | Bietigheim-Bissingen Hamburk Magdeburg Oldenburg Lipsko Trevír Pořadatelská města MS v házené žen 2017 |                                    |
| Bietigheim-Bissingen           | Bietigheim-Bissingen Hamburk Magdeburg Oldenburg Lipsko Trevír Pořadatelská města MS v házené žen 2017 | Trevír                             |
| EgeTrans Arena kapacita: 4 500 | Bietigheim-Bissingen Hamburk Magdeburg Oldenburg Lipsko Trevír Pořadatelská města MS v házené žen 2017 | Trier Arena kapacita: 4 100        |
|                                | Bietigheim-Bissingen Hamburk Magdeburg Oldenburg Lipsko Trevír Pořadatelská města MS v házené žen 2017 |                                    |
| Oldenburg                      | Bietigheim-Bissingen Hamburk Magdeburg Oldenburg Lipsko Trevír Pořadatelská města MS v házené žen 2017 | Hamburk                            |
| EWE Arena kapacita: 5 250      | Bietigheim-Bissingen Hamburk Magdeburg Oldenburg Lipsko Trevír Pořadatelská města MS v házené žen 2017 | Barclaycard Arena kapacita: 12 500 |
|                                | Bietigheim-Bissingen Hamburk Magdeburg Oldenburg Lipsko Trevír Pořadatelská města MS v házené žen 2017 |                                    |

## Kvalifikace
| Kvalifikační soutěž          | datum                            | míst | kvalifikant                                                                 |
| ---------------------------- | -------------------------------- | ---- | --------------------------------------------------------------------------- |
| Pořadatel                    | 15. prosince 2011                | 1    | Německo                                                                     |
| Mistrovství světa 2015       | 5.–20. prosince 2015             | 1    | Norsko                                                                      |
| Mistrovství Afriky 2016      | 28. listopadu – 7. prosince 2016 | 3    | Angola Kamerun Tunisko                                                      |
| Mistrovství Evropy 2016      | 4.–18. prosince 2016             | 3    | Dánsko Francie Nizozemsko                                                   |
| Mistrovství Asie 2017        | 13.–22. března 2017              | 3    | Čína Japonsko Jižní Korea                                                   |
| Evropská kvalifikace 2017    | 9.–15. června 2017               | 9    | Česko Maďarsko Černá Hora Rumunsko Rusko Srbsko Slovinsko Španělsko Švédsko |
| Panamerické mistrovství 2017 | 18.–25. června 2017              | 3    | Argentina Brazílie Paraguay                                                 |
| Divoká karta                 |                                  | 1    | Polsko                                                                      |

## Kvalifikované týmy
| Stát                                     | způsob kvalifikování                     | datum             | předchozí účasti | předchozí účasti |
| ---------------------------------------- | ---------------------------------------- | ----------------- | ---------------- | --- |
| Německo                                  | pořadatel                                | 15. prosince 2011 | 11x              | 1993, 1995, 1997, 1999, 2003, 2005, 2007, 2009, 2011, 2013, 2015                                                                   |
| Norsko                                   | mistr světa 2015                         | 20. prosince 2015 | 18x              | 1971, 1973, 1975, 1982, 1986, 1990, 1993, 1995, 1997, 1999, 2001, 2003, 2005, 2007, 2009, 2011, 2013, 2015                         |
| Angola                                   | finalista Mistrovství Afriky 2016        | 5. prosince 2016  | 13x              | 1990, 1993, 1995, 1997, 1999, 2001, 2003, 2005, 2007, 2009, 2011, 2013, 2015                                                       |
| Tunisko                                  | finalista Mistrovství Afriky 2016        | 5. prosince 2016  | 8x               | 1975, 2001, 2003, 2007, 2009, 2011, 2013, 2015                                                                                     |
| Kamerun                                  | 3. místo Mistrovství Afriky 2016         | 7. prosince 2016  | 1x               | 2005 |
| Nizozemsko                               | semifinalista Mistrovství Evropy 2016    | 14. prosince 2016 | 10x              | 1971, 1973, 1978, 1986, 1999, 2001, 2005, 2011, 2013, 2015)                                                                        |
| Dánsko                                   | semifinalista Mistrovství Evropy 2016    | 14. prosince 2016 | 18x              | 1957, 1962, 1965, 1971, 1973, 1975, 1990, 1993, 1995, 1997, 1999, 2001, 2003, 2005, 2009, 2011, 2013, 2015                         |
| Francie                                  | semifinalista Mistrovství Evropy 2016    | 14. prosince 2016 | 12x              | 1986, 1990, 1997, 1999, 2001, 2003, 2005, 2007, 2009, 2011, 2013, 2015                                                             |
| Jižní Korea                              | finalista Mistrovství Asie 2017          | 20. března 2017   | 16x              | 1978, 1982, 1986, 1990, 1993, 1995, 1997, 1999, 2001, 2003, 2005, 2007, 2009, 2011, 2013, 2015                                     |
| Japonsko                                 | finalista Mistrovství Asie 2017          | 20. března 2017   | 17x              | 1962, 1965, 1971, 1973, 1975, 1986, 1995, 1997, 1999, 2001, 2003, 2005, 2007, 2009, 2011, 2013, 2015                               |
| Čína                                     | 3. místo Mistrovství Asie 2017           | 22. března 2017   | 14x              | 1986, 1990, 1993, 1995, 1997, 1999, 2001, 2003, 2005, 2007, 2009, 2011, 2013, 2015                                                 |
| Švédsko                                  | vítěz evropské baráže                    | 13. června 2017   | 8x               | 1957, 1990, 1993, 1995, 2001, 2009, 2011, 2015                                                                                     |
| Rumunsko                                 | vítěz evropské baráže                    | 13. června 2017   | 22x              | 1957, 1962, 1965, 1971, 1973, 1975, 1978, 1982, 1986, 1990, 1993, 1995, 1997, 1999, 2001, 2003, 2005, 2007, 2009, 2011, 2013, 2015 |
| Srbsko                                   | vítěz evropské baráže                    | 14. června 2017   | 2x               | 2013, 2015 |
| Maďarsko                                 | vítěz evropské baráže                    | 14. června 2017   | 20x              | 1957, 1962, 1965, 1971, 1973, 1975, 1978, 1982, 1986, 1993, 1995, 1997, 1999, 2001, 2003, 2005, 2007, 2009, 2013, 2015             |
| Španělsko                                | vítěz evropské baráže                    | 14. června 2017   | 8x               | 1993, 2001, 2003, 2007, 2009, 2011, 2013, 2015                                                                                     |
| Černá Hora                               | vítěz evropské baráže                    | 15. června 2017   | 3x               | 2011, 2013, 2015 |
| Slovinsko                                | vítěz evropské baráže                    | 15. června 2017   | 4x               | 1997, 2001, 2003, 2005 |
| Česko                                    | vítěz evropské baráže                    | 15. června 2017   | 5x               | 1995, 1997, 1999, 2003, 2013 |
| Rusko                                    | vítěz evropské baráže                    | 15. června 2017   | 11x              | 1993, 1995, 1997, 1999, 2001, 2003, 2005, 2007, 2009, 2011, 2015                                                                   |
| Polsko                                   | divoká karta                             | 23. června 2017   | 15x              | 1957, 1962, 1965, 1973, 1975, 1978, 1986, 1990, 1993, 1997, 1999, 2005, 2007, 2013, 2015                                           |
| Brazílie                                 | finalista Panamerického mistrovství 2017 | 24. června 2017   | 11x              | 1995, 1997, 1999, 2001, 2003, 2005, 2007, 2009, 2011, 2013, 2015                                                                   |
| Argentina                                | finalista Panamerického mistrovství 2017 | 24. června 2017   | 8x               | 1999, 2003, 2005, 2007, 2009, 2011, 2013, 2015                                                                                     |
| Paraguay                                 | 3. místo Panamerického mistrovství 2017  | 25. června 2017   | 2x               | 2007, 2013 |
| tučně – mistr světa, kurziva – pořadatel |                                          |                   |                  | |

## Rozlosování
Rozlosování se uskutečněno 27. června 2017 v jednom z pořadatelských měst Hamburku.

### Nasazení
K oznámení nasazení týmů dle výkonnostních košů došlo 26. června 2017.
| Nasazení dle výkonnostních košů          | Nasazení dle výkonnostních košů        | Nasazení dle výkonnostních košů         | Nasazení dle výkonnostních košů                   | Nasazení dle výkonnostních košů        | Nasazení dle výkonnostních košů         |
| 1. koš                                   | 2. koš                                 | 3. koš                                  | 4. koš                                            | 5. koš                                 | 6. koš                                  |
| ---------------------------------------- | -------------------------------------- | --------------------------------------- | ------------------------------------------------- | -------------------------------------- | --------------------------------------- |
| - Norsko - Nizozemsko - Francie - Dánsko | - Rumunsko - Německo - Rusko - Švédsko | - Srbsko - Česko - Španělsko - Brazílie | - Maďarsko - Černá Hora - Slovinsko - Jižní Korea | - Angola - Japonsko - Argentina - Čína | - Paraguay - Tunisko - Kamerun - Polsko |

## Rozhodčí
Na mistrovství světa bylo vybráno 16 dvojic rozhodčích:
| Rozhodčí   | Rozhodčí                                    |
| ---------- | ------------------------------------------- |
| Argentina  | Julian Grillo Sebastián Lenci               |
| Dánsko     | Karina Christiansenová Line Hansenová       |
| Francie    | Charlotte Bonaventurová Julie Bonaventurová |
| Německo    | Robert Schulze Tobias Tönnies               |
| Maďarsko   | Péter Horváth Balázs Márton                 |
| Japonsko   | Kojoši Hizaki Tomokazu Ikebuči              |
| Černá Hora | Ivan Pavićević Miloš Ražnatović             |
| Norsko     | Kjersti Arntsenová Guro Røenová             |

| Rozhodčí    | Rozhodčí                                  |
| ----------- | ----------------------------------------- |
| Rusko       | Viktorija Alpaidzeová Tatiana Berežkinová |
| Slovinsko   | Bojan Lah David Sok                       |
| Srbsko      | Vanja Antićová Jelena Jakovljevićová      |
| Jižní Korea | Koo Bon-ok Lee Se-ok                      |
| Španělsko   | Ignacio García Andreu Marín               |
| Švédsko     | Mirza Kurtagic Mattias Wetterwik          |
| Tunisko     | Samir Krichen Samir Makhlouf              |
| Turecko     | Kürşad Erdoğan Ibrahim Özdeniz            |

## Základní skupiny
Program organizátoři zveřejnili 30. června 2017 a k potvrzení podrobného harmonogramu s časem zahájení zápasů došlo 10. července 2017. Časy utkání jsou uvedeny ve středoevropském pásmu (UTC+1).

### Skupina A
| Poř. | tým       | Z | V | R | P | VB  | OB  | +/− | B | výsledek             |
| ---- | --------- | - | - | - | - | --- | --- | --- | - | -------------------- |
| 1.   | Rumunsko  | 5 | 4 | 0 | 1 | 123 | 112 | +11 | 8 | postup do osmifinále |
| 2.   | Francie   | 5 | 3 | 1 | 1 | 135 | 98  | +37 | 7 | postup do osmifinále |
| 3.   | Španělsko | 5 | 3 | 1 | 1 | 135 | 109 | +26 | 7 | postup do osmifinále |
| 4.   | Slovinsko | 5 | 3 | 0 | 2 | 138 | 134 | +4  | 6 | postup do osmifinále |
| 5.   | Angola    | 5 | 1 | 0 | 4 | 124 | 141 | −17 | 2 | Prezidentský pohár   |
| 6.   | Paraguay  | 5 | 0 | 0 | 5 | 95  | 156 | −61 | 0 | Prezidentský pohár   |

Zápasy
| 2. prosince 2017 14:00 | Rumunsko      | 29–17  | Paraguay   | Trier Arena, Trevír Počet diváků: 2 369 Rozhodčí: Hizaki, Ikebuči (JPN) |
| 2. prosince 2017 14:00 | Florianuová 5 | (16–7) | Fioreová 7 | Trier Arena, Trevír Počet diváků: 2 369 Rozhodčí: Hizaki, Ikebuči (JPN) |
| 2. prosince 2017 14:00 | 3× 4×         | souhrn | 1×         | Trier Arena, Trevír Počet diváků: 2 369 Rozhodčí: Hizaki, Ikebuči (JPN) |

| 2. prosince 2017 18:00 | Francie                | 23–24   | Slovinsko | Trier Arena, Trevír Počet diváků: 3 317 Rozhodčí: Grillo, Lenci (ARG) |
| 2. prosince 2017 18:00 | Landreová, Niomblová 4 | (10–13) | Grosová 9 | Trier Arena, Trevír Počet diváků: 3 317 Rozhodčí: Grillo, Lenci (ARG) |
| 2. prosince 2017 18:00 | 1× 2×                  | souhrn  | 3× 4×     | Trier Arena, Trevír Počet diváků: 3 317 Rozhodčí: Grillo, Lenci (ARG) |

| 2. prosince 2017 20:30 | Španělsko   | 28–24   | Angola      | Trier Arena, Trevír Počet diváků: 3 042 Rozhodčí: Pavićević, Ražnatović (MNE) |
| 2. prosince 2017 20:30 | Martínová 9 | (15–13) | Cazangová 7 | Trier Arena, Trevír Počet diváků: 3 042 Rozhodčí: Pavićević, Ražnatović (MNE) |
| 2. prosince 2017 20:30 | 6× 3×       | souhrn  | 4× 2×       | Trier Arena, Trevír Počet diváků: 3 042 Rozhodčí: Pavićević, Ražnatović (MNE) |

| 3. prosince 2017 14:00 | Slovinsko  | 28–31   | Rumunsko    | Trier Arena, Trevír Počet diváků: 2 411 Rozhodčí: Pavićević, Ražnatović (MNE) |
| 3. prosince 2017 14:00 | Grosová 10 | (14–14) | Neaguová 11 | Trier Arena, Trevír Počet diváků: 2 411 Rozhodčí: Pavićević, Ražnatović (MNE) |
| 3. prosince 2017 14:00 | 4× 1×      | souhrn  | 3× 4×       | Trier Arena, Trevír Počet diváků: 2 411 Rozhodčí: Pavićević, Ražnatović (MNE) |

| 3. prosince 2017 18:00 | Angola      | 19–26   | Francie        | Trier Arena, Trevír Počet diváků: 2 227 Rozhodčí: Krichen, Makhlouf (TUN) |
| 3. prosince 2017 18:00 | Cazangová 4 | (10–11) | Lacrabèreová 7 | Trier Arena, Trevír Počet diváků: 2 227 Rozhodčí: Krichen, Makhlouf (TUN) |
| 3. prosince 2017 18:00 | 2× 4× 1×    | souhrn  | 3× 2×          | Trier Arena, Trevír Počet diváků: 2 227 Rozhodčí: Krichen, Makhlouf (TUN) |

| 3. prosince 2017 20:30 | Paraguay            | 15–32  | Španělsko     | Trier Arena, Trevír Počet diváků: 1 723 Rozhodčí: Grillo, Lenci (ARG) |
| 3. prosince 2017 20:30 | Acuñová, Fioreová 4 | (6–16) | Arderíusová 7 | Trier Arena, Trevír Počet diváků: 1 723 Rozhodčí: Grillo, Lenci (ARG) |
| 3. prosince 2017 20:30 | 7× 2× 1×            | souhrn | 4× 1×         | Trier Arena, Trevír Počet diváků: 1 723 Rozhodčí: Grillo, Lenci (ARG) |

| 5. prosince 2017 14:00 | Slovinsko | 32–25   | Angola      | Trier Arena, Trevír Počet diváků: 1 303 Rozhodčí: Pavićević, Ražnatović (MNE) |
| 5. prosince 2017 14:00 | Grosová 7 | (15–15) | Cazangová 6 | Trier Arena, Trevír Počet diváků: 1 303 Rozhodčí: Pavićević, Ražnatović (MNE) |
| 5. prosince 2017 14:00 | 4×        | souhrn  | 6× 3×       | Trier Arena, Trevír Počet diváků: 1 303 Rozhodčí: Pavićević, Ražnatović (MNE) |

| 5. prosince 2017 18:00 | Francie      | 35–13   | Paraguay            | Trier Arena, Trevír Počet diváků: 1 678 Rozhodčí: Hizaki, Ikebuči (JPN) |
| 5. prosince 2017 18:00 | Houetteová 9 | (14–10) | Acuñová, Fioreová 3 | Trier Arena, Trevír Počet diváků: 1 678 Rozhodčí: Hizaki, Ikebuči (JPN) |
| 5. prosince 2017 18:00 | 4× 1×        | souhrn  | 2× 1×               | Trier Arena, Trevír Počet diváků: 1 678 Rozhodčí: Hizaki, Ikebuči (JPN) |

| 5. prosince 2017 20:30 | Rumunsko   | 19–17  | Španělsko                | Trier Arena, Trevír Počet diváků: 1 724 Rozhodčí: Grillo, Lenci (ARG) |
| 5. prosince 2017 20:30 | Neaguová 8 | (9–7)  | M. Gonzálezová, Penová 4 | Trier Arena, Trevír Počet diváků: 1 724 Rozhodčí: Grillo, Lenci (ARG) |
| 5. prosince 2017 20:30 | 3× 2×      | souhrn | 5× 3×                    | Trier Arena, Trevír Počet diváků: 1 724 Rozhodčí: Grillo, Lenci (ARG) |

| 7. prosince 2017 14:00 | Paraguay   | 22–28  | Slovinsko           | Trier Arena, Trevír Počet diváků: 1 590 Rozhodčí: Krichen, Makhlouf (TUN) |
| 7. prosince 2017 14:00 | Fioreová 8 | (9–18) | Grosová, Stanková 6 | Trier Arena, Trevír Počet diváků: 1 590 Rozhodčí: Krichen, Makhlouf (TUN) |
| 7. prosince 2017 14:00 | 3× 2×      | souhrn | 5× 2×               | Trier Arena, Trevír Počet diváků: 1 590 Rozhodčí: Krichen, Makhlouf (TUN) |

| 7. prosince 2017 18:00 | Rumunsko   | 27–24   | Angola                | Trier Arena, Trevír Počet diváků: 3 123 Rozhodčí: Hizaki, Ikebuči (JPN) |
| 7. prosince 2017 18:00 | Neaguová 7 | (14–14) | Cazangová, Guialová 7 | Trier Arena, Trevír Počet diváků: 3 123 Rozhodčí: Hizaki, Ikebuči (JPN) |
| 7. prosince 2017 18:00 | 2× 4×      | souhrn  | 4×                    | Trier Arena, Trevír Počet diváků: 3 123 Rozhodčí: Hizaki, Ikebuči (JPN) |

| 7. prosince 2017 20:30 | Španělsko              | 25–25   | Francie      | Trier Arena, Trevír Počet diváků: 3 316 Rozhodčí: Pavićević, Ražnatović (MNE) |
| 7. prosince 2017 20:30 | Cabralová, Martínová 6 | (10–11) | Houetteová 5 | Trier Arena, Trevír Počet diváků: 3 316 Rozhodčí: Pavićević, Ražnatović (MNE) |
| 7. prosince 2017 20:30 | 3× 4×                  | souhrn  | 2× 1×        | Trier Arena, Trevír Počet diváků: 3 316 Rozhodčí: Pavićević, Ražnatović (MNE) |

| 8. prosince 2017 14:00 | Angola       | 32–28   | Paraguay   | Trier Arena, Trevír Počet diváků: 1 123 Rozhodčí: Hizaki, Ikebuči (JPN) |
| 8. prosince 2017 14:00 | Carlosová 10 | (16–17) | Fioreová 8 | Trier Arena, Trevír Počet diváků: 1 123 Rozhodčí: Hizaki, Ikebuči (JPN) |
| 8. prosince 2017 14:00 | 7× 3×        | souhrn  | 5× 2× 1×   | Trier Arena, Trevír Počet diváků: 1 123 Rozhodčí: Hizaki, Ikebuči (JPN) |

| 8. prosince 2017 18:00 | Francie      | 26–17  | Rumunsko      | Trier Arena, Trevír Počet diváků: 3 824 Rozhodčí: Krichen, Makhlouf (TUN) |
| 8. prosince 2017 18:00 | Houetteová 7 | (17–7) | Florianuová 6 | Trier Arena, Trevír Počet diváků: 3 824 Rozhodčí: Krichen, Makhlouf (TUN) |
| 8. prosince 2017 18:00 | 2×           | souhrn | 4× 3×         | Trier Arena, Trevír Počet diváků: 3 824 Rozhodčí: Krichen, Makhlouf (TUN) |

| 8. prosince 2017 20:30 | Španělsko | 33–26   | Slovinsko           | Trier Arena, Trevír Počet diváků: 3 422 Rozhodčí: Kurtagic, Wetterwik (SWE) |
| 8. prosince 2017 20:30 | Penová 9  | (13–14) | Grosová, Stanková 7 | Trier Arena, Trevír Počet diváků: 3 422 Rozhodčí: Kurtagic, Wetterwik (SWE) |
| 8. prosince 2017 20:30 | 4× 2×     | souhrn  | 2×                  | Trier Arena, Trevír Počet diváků: 3 422 Rozhodčí: Kurtagic, Wetterwik (SWE) |

### Skupina B
| Poř. | tým       | Z | V | R | P | VB  | OB  | +/− | B | výsledek             |
| ---- | --------- | - | - | - | - | --- | --- | --- | - | -------------------- |
| 1.   | Švédsko   | 5 | 4 | 0 | 1 | 160 | 139 | +21 | 8 | postup do osmifinále |
| 2.   | Norsko    | 5 | 4 | 0 | 1 | 163 | 110 | +53 | 8 | postup do osmifinále |
| 3.   | Maďarsko  | 5 | 3 | 0 | 2 | 138 | 127 | +11 | 6 | postup do osmifinále |
| 4.   | Česko     | 5 | 2 | 0 | 3 | 134 | 147 | −13 | 4 | postup do osmifinále |
| 5.   | Polsko    | 5 | 2 | 0 | 3 | 144 | 145 | −1  | 4 | Prezidentský pohár   |
| 6.   | Argentina | 5 | 0 | 0 | 5 | 102 | 173 | −71 | 0 | Prezidentský pohár   |

Zápasy
| 2. prosince 2017 14:00 | Česko       | 28–22  | Argentina   | EgeTrans Arena, Bietigheim-Bissingen Počet diváků: 2 363 Rozhodčí: Koo, Lee (KOR) |
| 2. prosince 2017 14:00 | Ryšánková 7 | (15–9) | Mendozová 4 | EgeTrans Arena, Bietigheim-Bissingen Počet diváků: 2 363 Rozhodčí: Koo, Lee (KOR) |
| 2. prosince 2017 14:00 | 1× 2×       | souhrn | 3×          | EgeTrans Arena, Bietigheim-Bissingen Počet diváků: 2 363 Rozhodčí: Koo, Lee (KOR) |

| 2. prosince 2017 18:00 | Švédsko      | 30–33   | Polsko      | EgeTrans Arena, Bietigheim-Bissingen Počet diváků: 3 620 Rozhodčí: Schulze, Tönnies (GER) |
| 2. prosince 2017 18:00 | tři hráčky 5 | (15–17) | Achruková 9 | EgeTrans Arena, Bietigheim-Bissingen Počet diváků: 3 620 Rozhodčí: Schulze, Tönnies (GER) |
| 2. prosince 2017 18:00 | 4× 3×        | souhrn  | 5× 3×       | EgeTrans Arena, Bietigheim-Bissingen Počet diváků: 3 620 Rozhodčí: Schulze, Tönnies (GER) |

| 2. prosince 2017 20:30 | Norsko | 30–22   | Maďarsko  | EgeTrans Arena, Bietigheim-Bissingen Počet diváků: 3 620 Rozhodčí: Christiansenová, Hansenová (DEN) |
| 2. prosince 2017 20:30 | Mørk 7 | (21–11) | Háfrová 4 | EgeTrans Arena, Bietigheim-Bissingen Počet diváků: 3 620 Rozhodčí: Christiansenová, Hansenová (DEN) |
| 2. prosince 2017 20:30 | 3× 1×  | souhrn  | 3×        | EgeTrans Arena, Bietigheim-Bissingen Počet diváků: 3 620 Rozhodčí: Christiansenová, Hansenová (DEN) |

| 3. prosince 2017 14:00 | Polsko               | 25–29   | Česko       | EgeTrans Arena, Bietigheim-Bissingen Počet diváků: 2 720 Rozhodčí: Christiansenová, Hansenová (DEN) |
| 3. prosince 2017 14:00 | Kudłaczová-Glocová 6 | (15–12) | Jeřábková 8 | EgeTrans Arena, Bietigheim-Bissingen Počet diváků: 2 720 Rozhodčí: Christiansenová, Hansenová (DEN) |
| 3. prosince 2017 14:00 | 2× 1×                | souhrn  | 5× 4×       | EgeTrans Arena, Bietigheim-Bissingen Počet diváků: 2 720 Rozhodčí: Christiansenová, Hansenová (DEN) |

| 3. prosince 2017 18:00 | Maďarsko                  | 22–25   | Švédsko      | EgeTrans Arena, Bietigheim-Bissingen Počet diváků: 3 620 Rozhodčí: Koo, Lee (KOR) |
| 3. prosince 2017 18:00 | Klivinyiová, Schatzlová 5 | (11–11) | Gulldénová 7 | EgeTrans Arena, Bietigheim-Bissingen Počet diváků: 3 620 Rozhodčí: Koo, Lee (KOR) |
| 3. prosince 2017 18:00 | 7× 2×                     | souhrn  | 3×           | EgeTrans Arena, Bietigheim-Bissingen Počet diváků: 3 620 Rozhodčí: Koo, Lee (KOR) |

| 3. prosince 2017 20:30 | Argentina    | 21–36   | Norsko    | EgeTrans Arena, Bietigheim-Bissingen Počet diváků: 3 620 Rozhodčí: Alpaidzeová, Berežkinová (RUS) |
| 3. prosince 2017 20:30 | Gavilanová 4 | (13–18) | Løkeová 7 | EgeTrans Arena, Bietigheim-Bissingen Počet diváků: 3 620 Rozhodčí: Alpaidzeová, Berežkinová (RUS) |
| 3. prosince 2017 20:30 | 3× 2×        | souhrn  | 6× 1×     | EgeTrans Arena, Bietigheim-Bissingen Počet diváků: 3 620 Rozhodčí: Alpaidzeová, Berežkinová (RUS) |

| 5. prosince 2017 14:00 | Maďarsko    | 33–15  | Argentina          | EgeTrans Arena, Bietigheim-Bissingen Počet diváků: 2 110 Rozhodčí: Schulze, Tönnies (GER) |
| 5. prosince 2017 14:00 | Kovácsová 7 | (18–7) | Ponce de Leonová 5 | EgeTrans Arena, Bietigheim-Bissingen Počet diváků: 2 110 Rozhodčí: Schulze, Tönnies (GER) |
| 5. prosince 2017 14:00 | 4× 3×       | souhrn | 2×                 | EgeTrans Arena, Bietigheim-Bissingen Počet diváků: 2 110 Rozhodčí: Schulze, Tönnies (GER) |

| 5. prosince 2017 18:00 | Švédsko      | 36–32   | Česko      | EgeTrans Arena, Bietigheim-Bissingen Počet diváků: 2 600 Rozhodčí: Alpaidzeová, Berežkinová (RUS) |
| 5. prosince 2017 18:00 | tři hráčky 6 | (16–18) | Luzumová 9 | EgeTrans Arena, Bietigheim-Bissingen Počet diváků: 2 600 Rozhodčí: Alpaidzeová, Berežkinová (RUS) |
| 5. prosince 2017 18:00 | 2×           | souhrn  | 2×         | EgeTrans Arena, Bietigheim-Bissingen Počet diváků: 2 600 Rozhodčí: Alpaidzeová, Berežkinová (RUS) |

| 5. prosince 2017 20:30 | Norsko           | 35–20   | Polsko    | EgeTrans Arena, Bietigheim-Bissingen Počet diváků: 2 600 Rozhodčí: Koo, Lee (KOR) |
| 5. prosince 2017 20:30 | Kristiansenová 6 | (18–11) | Zychová 4 | EgeTrans Arena, Bietigheim-Bissingen Počet diváků: 2 600 Rozhodčí: Koo, Lee (KOR) |
| 5. prosince 2017 20:30 | 1× 2×            | souhrn  | 2×        | EgeTrans Arena, Bietigheim-Bissingen Počet diváků: 2 600 Rozhodčí: Koo, Lee (KOR) |

| 7. prosince 2017 14:00 | Polsko               | 28–31   | Maďarsko       | EgeTrans Arena, Bietigheim-Bissingen Počet diváků: 1 570 Rozhodčí: Alpaidzeová, Berežkinová (RUS) |
| 7. prosince 2017 14:00 | Kudłaczová-Glocová 8 | (11–13) | Kovacsicsová 8 | EgeTrans Arena, Bietigheim-Bissingen Počet diváků: 1 570 Rozhodčí: Alpaidzeová, Berežkinová (RUS) |
| 7. prosince 2017 14:00 | 1× 2×                | souhrn  | 4× 3× 1×       | EgeTrans Arena, Bietigheim-Bissingen Počet diváků: 1 570 Rozhodčí: Alpaidzeová, Berežkinová (RUS) |

| 7. prosince 2017 18:00 | Švédsko     | 38–24   | Argentina    | EgeTrans Arena, Bietigheim-Bissingen Počet diváků: 2 200 Rozhodčí: Christiansenová, Hansenová (DEN) |
| 7. prosince 2017 18:00 | Hagmanová 6 | (17–13) | pět hráček 3 | EgeTrans Arena, Bietigheim-Bissingen Počet diváků: 2 200 Rozhodčí: Christiansenová, Hansenová (DEN) |
| 7. prosince 2017 18:00 | 6× 2× 1×    | souhrn  | 3× 1×        | EgeTrans Arena, Bietigheim-Bissingen Počet diváků: 2 200 Rozhodčí: Christiansenová, Hansenová (DEN) |

| 7. prosince 2017 20:30 | Česko       | 16–34  | Norsko | EgeTrans Arena, Bietigheim-Bissingen Počet diváků: 2 300 Rozhodčí: Schulze, Tönnies (GER) |
| 7. prosince 2017 20:30 | Jeřábková 4 | (7–20) | Mørk 7 | EgeTrans Arena, Bietigheim-Bissingen Počet diváků: 2 300 Rozhodčí: Schulze, Tönnies (GER) |
| 7. prosince 2017 20:30 | 7× 2×       | souhrn | 4× 2×  | EgeTrans Arena, Bietigheim-Bissingen Počet diváků: 2 300 Rozhodčí: Schulze, Tönnies (GER) |

| 8. prosince2017 14:00 | Argentina    | 20–38  | Polsko               | EgeTrans Arena, Bietigheim-Bissingen Počet diváků: 1 100 Rozhodčí: Schulze, Tönnies (GER) |
| 8. prosince2017 14:00 | Salvadóová 4 | (9–19) | Kudłaczová-Glocová 7 | EgeTrans Arena, Bietigheim-Bissingen Počet diváků: 1 100 Rozhodčí: Schulze, Tönnies (GER) |
| 8. prosince2017 14:00 | 3× 2×        | souhrn | 3×                   | EgeTrans Arena, Bietigheim-Bissingen Počet diváků: 1 100 Rozhodčí: Schulze, Tönnies (GER) |

| 8. prosince 2017 18:00 | Česko       | 29–30   | Maďarsko  | EgeTrans Arena, Bietigheim-Bissingen Počet diváků: 3 620 Rozhodčí: Christiansenová, Hansenová (DEN) |
| 8. prosince 2017 18:00 | Jeřábková 9 | (14–17) | Bódiová 7 | EgeTrans Arena, Bietigheim-Bissingen Počet diváků: 3 620 Rozhodčí: Christiansenová, Hansenová (DEN) |
| 8. prosince 2017 18:00 | 2× 3×       | souhrn  | 7× 2×     | EgeTrans Arena, Bietigheim-Bissingen Počet diváků: 3 620 Rozhodčí: Christiansenová, Hansenová (DEN) |

| 8. prosince 2017 20:30 | Norsko | 28–31   | Švédsko      | EgeTrans Arena, Bietigheim-Bissingen Počet diváků: 3 620 Rozhodčí: Koo, Lee (KOR) |
| 8. prosince 2017 20:30 | Mørk 9 | (18–16) | Gulldénová 9 | EgeTrans Arena, Bietigheim-Bissingen Počet diváků: 3 620 Rozhodčí: Koo, Lee (KOR) |
| 8. prosince 2017 20:30 | 2× 3×  | souhrn  | 1× 3×        | EgeTrans Arena, Bietigheim-Bissingen Počet diváků: 3 620 Rozhodčí: Koo, Lee (KOR) |

### Skupina C
| Poř. | tým        | Z | V | R | P | VB  | OB  | +/− | B  | výsledek             |
| ---- | ---------- | - | - | - | - | --- | --- | --- | -- | -------------------- |
| 1.   | Rusko      | 5 | 5 | 0 | 0 | 149 | 111 | +38 | 10 | postup do osmifinále |
| 2.   | Dánsko     | 5 | 3 | 0 | 2 | 142 | 120 | +22 | 6  | postup do osmifinále |
| 3.   | Japonsko   | 5 | 2 | 1 | 2 | 134 | 130 | +4  | 5  | postup do osmifinále |
| 4.   | Černá Hora | 5 | 2 | 1 | 2 | 135 | 127 | +8  | 5  | postup do osmifinále |
| 5.   | Brazílie   | 5 | 1 | 2 | 2 | 110 | 119 | −9  | 4  | Prezidentský pohár   |
| 6.   | Tunisko    | 5 | 0 | 0 | 5 | 93  | 156 | −63 | 0  | Prezidentský pohár   |

Zápasy
| 2. prosince 2017 14:00 | Rusko          | 36–16  | Tunisko      | Large EWE Arena, Oldenburg Počet diváků: 2 293 Rozhodčí: Antićová, Jakovljevićová (SRB) |
| 2. prosince 2017 14:00 | čtyři hráčky 5 | (14–9) | Chebbahová 6 | Large EWE Arena, Oldenburg Počet diváků: 2 293 Rozhodčí: Antićová, Jakovljevićová (SRB) |
| 2. prosince 2017 14:00 | 4× 3×          | souhrn | 2× 3×        | Large EWE Arena, Oldenburg Počet diváků: 2 293 Rozhodčí: Antićová, Jakovljevićová (SRB) |

| 2. prosince 2017 17:45 | Brazílie  | 28–28   | Japonsko | Large EWE Arena, Oldenburg Počet diváků: 2 973 Rozhodčí: Bonaventurová, Bonaventurová (FRA) |
| 2. prosince 2017 17:45 | Belová 11 | (12–15) | Harová 7 | Large EWE Arena, Oldenburg Počet diváků: 2 973 Rozhodčí: Bonaventurová, Bonaventurová (FRA) |
| 2. prosince 2017 17:45 | 6× 4× 1×  | souhrn  | 3× 2×    | Large EWE Arena, Oldenburg Počet diváků: 2 973 Rozhodčí: Bonaventurová, Bonaventurová (FRA) |

| 2. prosince 2017 20:30 | Dánsko                   | 24–31   | Černá Hora      | Large EWE Arena, Oldenburg Počet diváků: 3 079 Rozhodčí: Horváth, Márton (HUN) |
| 2. prosince 2017 20:30 | Grigelová, Tranborgová 5 | (12–17) | Radičevićová 12 | Large EWE Arena, Oldenburg Počet diváků: 3 079 Rozhodčí: Horváth, Márton (HUN) |
| 2. prosince 2017 20:30 | 5× 3×                    | souhrn  | 5× 4×           | Large EWE Arena, Oldenburg Počet diváků: 3 079 Rozhodčí: Horváth, Márton (HUN) |

| 3. prosince 2017 14:00 | Tunisko      | 22–23   | Brazílie | Large EWE Arena, Oldenburg Počet diváků: 2 351 Rozhodčí: Lah, Sok (SLO) |
| 3. prosince 2017 14:00 | Chebbahová 7 | (13–10) | Belová 7 | Large EWE Arena, Oldenburg Počet diváků: 2 351 Rozhodčí: Lah, Sok (SLO) |
| 3. prosince 2017 14:00 | 4× 3×        | souhrn  | 5× 2×    | Large EWE Arena, Oldenburg Počet diváků: 2 351 Rozhodčí: Lah, Sok (SLO) |

| 3. prosince 2017 17:45 | Černá Hora     | 24–28   | Rusko          | Large EWE Arena, Oldenburg Počet diváků: 2 269 Rozhodčí: Bonaventurová, Bonaventurová (FRA) |
| 3. prosince 2017 17:45 | Bulatovićová 7 | (12–15) | Dmitrijevová 5 | Large EWE Arena, Oldenburg Počet diváků: 2 269 Rozhodčí: Bonaventurová, Bonaventurová (FRA) |
| 3. prosince 2017 17:45 | 4× 3×          | souhrn  | 4× 3×          | Large EWE Arena, Oldenburg Počet diváků: 2 269 Rozhodčí: Bonaventurová, Bonaventurová (FRA) |

| 3. prosince 2017 20:30 | Japonsko       | 18–32  | Dánsko       | Large EWE Arena, Oldenburg Počet diváků: 2 389 Rozhodčí: Antićová, Jakovljevićová (SRB) |
| 3. prosince 2017 20:30 | čtyři hráčky 3 | (5–16) | tři hráčky 5 | Large EWE Arena, Oldenburg Počet diváků: 2 389 Rozhodčí: Antićová, Jakovljevićová (SRB) |
| 3. prosince 2017 20:30 | 2×             | souhrn | 4× 1×        | Large EWE Arena, Oldenburg Počet diváků: 2 389 Rozhodčí: Antićová, Jakovljevićová (SRB) |

| 5. prosince 2017 12:00 | Černá Hora     | 28–29   | Japonsko    | Large EWE Arena, Oldenburg Počet diváků: 1 103 Rozhodčí: Lah, Sok (SLO) |
| 5. prosince 2017 12:00 | Radičevićová 7 | (15–12) | Ikeharová 9 | Large EWE Arena, Oldenburg Počet diváků: 1 103 Rozhodčí: Lah, Sok (SLO) |
| 5. prosince 2017 12:00 | 3×             | souhrn  | 1× 3×       | Large EWE Arena, Oldenburg Počet diváků: 1 103 Rozhodčí: Lah, Sok (SLO) |

| 5. prosince 2017 17:45 | Rusko         | 24–16  | Brazílie    | Large EWE Arena, Oldenburg Počet diváků: 1 721 Rozhodčí: Horváth, Márton (HUN) |
| 5. prosince 2017 17:45 | Samochinová 6 | (14–7) | Amorimová 5 | Large EWE Arena, Oldenburg Počet diváků: 1 721 Rozhodčí: Horváth, Márton (HUN) |
| 5. prosince 2017 17:45 | 5× 2×         | souhrn | 3× 4×       | Large EWE Arena, Oldenburg Počet diváků: 1 721 Rozhodčí: Horváth, Márton (HUN) |

| 5. prosince 2017 20:30 | Dánsko            | 37–19  | Tunisko      | Large EWE Arena, Oldenburg Počet diváků: 1 812 Rozhodčí: Bonaventurová, Bonaventurová (FRA) |
| 5. prosince 2017 20:30 | L. Jørgensenová 6 | (15–6) | Chebbahová 7 | Large EWE Arena, Oldenburg Počet diváků: 1 812 Rozhodčí: Bonaventurová, Bonaventurová (FRA) |
| 5. prosince 2017 20:30 | 4× 3×             | souhrn | 2×           | Large EWE Arena, Oldenburg Počet diváků: 1 812 Rozhodčí: Bonaventurová, Bonaventurová (FRA) |

| 6. prosince 2017 14:00 | Rusko        | 29–28   | Japonsko                  | Large EWE Arena, Oldenburg Počet diváků: 1 187 Rozhodčí: Bonaventurová, Bonaventurová (FRA) |
| 6. prosince 2017 14:00 | tři hráčky 5 | (13–11) | Ikeharová, J. Sunamiová 6 | Large EWE Arena, Oldenburg Počet diváků: 1 187 Rozhodčí: Bonaventurová, Bonaventurová (FRA) |
| 6. prosince 2017 14:00 | 8× 2×        | souhrn  | 7× 2× 1×                  | Large EWE Arena, Oldenburg Počet diváků: 1 187 Rozhodčí: Bonaventurová, Bonaventurová (FRA) |

| 6. prosince 2017 17:45 | Tunisko                | 23–29   | Černá Hora    | Large EWE Arena, Oldenburg Počet diváků: 1 989 Rozhodčí: Antićová, Jakovljevićová (SRB) |
| 6. prosince 2017 17:45 | Chebbahová, Koukiová 5 | (13–15) | Raičevićová 9 | Large EWE Arena, Oldenburg Počet diváků: 1 989 Rozhodčí: Antićová, Jakovljevićová (SRB) |
| 6. prosince 2017 17:45 | 4× 1×                  | souhrn  | 5× 3× 1×      | Large EWE Arena, Oldenburg Počet diváků: 1 989 Rozhodčí: Antićová, Jakovljevićová (SRB) |

| 6. prosince 2017 20:30 | Brazílie | 20–22   | Dánsko            | Large EWE Arena, Oldenburg Počet diváků: 2 105 Rozhodčí: Horváth, Márton (HUN) |
| 6. prosince 2017 20:30 | Belová 6 | (13–13) | S. Jørgensenová 9 | Large EWE Arena, Oldenburg Počet diváků: 2 105 Rozhodčí: Horváth, Márton (HUN) |
| 6. prosince 2017 20:30 | 2× 4×    | souhrn  | 4×                | Large EWE Arena, Oldenburg Počet diváků: 2 105 Rozhodčí: Horváth, Márton (HUN) |

| 8. prosince 2017 12:00 | Japonsko     | 31–13  | Tunisko      | Large EWE Arena, Oldenburg Počet diváků: 809 Rozhodčí: Horváth, Márton (HUN) |
| 8. prosince 2017 12:00 | Jokošimová 8 | (15–6) | Chebbahová 5 | Large EWE Arena, Oldenburg Počet diváků: 809 Rozhodčí: Horváth, Márton (HUN) |
| 8. prosince 2017 12:00 | 5× 2×        | souhrn | 4× 2× 1×     | Large EWE Arena, Oldenburg Počet diváků: 809 Rozhodčí: Horváth, Márton (HUN) |

| 8. prosince 2017 17:45 | Brazílie            | 23–23   | Černá Hora     | Large EWE Arena, Oldenburg Počet diváků: 3 607 Rozhodčí: Arntsenová, Røenová (NOR) |
| 8. prosince 2017 17:45 | Amorimová, Belová 6 | (13–12) | Bulatovićová 6 | Large EWE Arena, Oldenburg Počet diváků: 3 607 Rozhodčí: Arntsenová, Røenová (NOR) |
| 8. prosince 2017 17:45 | 3×                  | souhrn  | 5× 3×          | Large EWE Arena, Oldenburg Počet diváků: 3 607 Rozhodčí: Arntsenová, Røenová (NOR) |

| 8. prosince 2017 20:30 | Dánsko                 | 27–32   | Rusko         | Large EWE Arena, Oldenburg Počet diváků: 4 021 Rozhodčí: Lah, Sok (SLO) |
| 8. prosince 2017 20:30 | Fiskerová, Wollerová 5 | (11–12) | Samochinová 7 | Large EWE Arena, Oldenburg Počet diváků: 4 021 Rozhodčí: Lah, Sok (SLO) |
| 8. prosince 2017 20:30 | 4× 2×                  | souhrn  | 2×            | Large EWE Arena, Oldenburg Počet diváků: 4 021 Rozhodčí: Lah, Sok (SLO) |

### Skupina D
| Poř. | tým         | Z | V | R | P | VB  | OB  | +/− | B | výsledek             |
| ---- | ----------- | - | - | - | - | --- | --- | --- | - | -------------------- |
| 1.   | Srbsko      | 5 | 3 | 2 | 0 | 159 | 121 | +38 | 8 | postup do osmifinále |
| 2.   | Nizozemsko  | 5 | 3 | 1 | 1 | 149 | 111 | +38 | 7 | postup do osmifinále |
| 3.   | Německo     | 5 | 3 | 1 | 1 | 120 | 95  | +25 | 7 | postup do osmifinále |
| 4.   | Jižní Korea | 5 | 3 | 0 | 2 | 134 | 118 | +16 | 6 | postup do osmifinále |
| 5.   | Kamerun     | 5 | 0 | 1 | 4 | 105 | 150 | −45 | 1 | Prezidentský pohár   |
| 6.   | Čína        | 5 | 0 | 1 | 4 | 92  | 164 | −72 | 1 | Prezidentský pohár   |

Zápasy
| 1. prosince 2017 19:00 | Německo      | 28–15  | Kamerun       | Arena Leipzig, Lipsko Počet diváků: 6 000 Rozhodčí: Arntsenová, Røenová (NOR) |
| 1. prosince 2017 19:00 | Loerperová 5 | (12–7) | Djiepmouová 3 | Arena Leipzig, Lipsko Počet diváků: 6 000 Rozhodčí: Arntsenová, Røenová (NOR) |
| 1. prosince 2017 19:00 | 1× 3×        | souhrn | 8× 2× 1×      | Arena Leipzig, Lipsko Počet diváků: 6 000 Rozhodčí: Arntsenová, Røenová (NOR) |

| 2. prosince 2017 15:30 | Srbsko                               | 43–23   | Čína     | Arena Leipzig, Lipsko Rozhodčí: Erdoğan, Özdeniz (TUR) |
| 2. prosince 2017 15:30 | Damnjanovićová, Krpežová Slezaková 8 | (21–11) | Liou 9   | Arena Leipzig, Lipsko Rozhodčí: Erdoğan, Özdeniz (TUR) |
| 2. prosince 2017 15:30 | 4× 3×                                | souhrn  | 4× 3× 1× | Arena Leipzig, Lipsko Rozhodčí: Erdoğan, Özdeniz (TUR) |

| 2. prosince 2017 18:00 | Nizozemsko    | 22–24   | Jižní Korea | Arena Leipzig, Lipsko Počet diváků: 2 066 Rozhodčí: García, Marín (ESP) |
| 2. prosince 2017 18:00 | Abbinghová 11 | (11–14) | Kang 6      | Arena Leipzig, Lipsko Počet diváků: 2 066 Rozhodčí: García, Marín (ESP) |
| 2. prosince 2017 18:00 | 3× 2×         | souhrn  | 1×          | Arena Leipzig, Lipsko Počet diváků: 2 066 Rozhodčí: García, Marín (ESP) |

| 3. prosince 2017 14:00 | Kamerun               | 21–34  | Srbsko                                 | Arena Leipzig, Lipsko Počet diváků: 2 107 Rozhodčí: García, Marín (ESP) |
| 3. prosince 2017 14:00 | Atanganová, Toubová 5 | (9–20) | Krpežová Slezaková, Radosavljevićová 6 | Arena Leipzig, Lipsko Počet diváků: 2 107 Rozhodčí: García, Marín (ESP) |
| 3. prosince 2017 14:00 | 5× 1×                 | souhrn | 3× 2×                                  | Arena Leipzig, Lipsko Počet diváků: 2 107 Rozhodčí: García, Marín (ESP) |

| 3. prosince 2017 18:00 | Čína   | 15–40  | Nizozemsko   | Arena Leipzig, Lipsko Počet diváků: 4 381 Rozhodčí: Arntsenová, Røenová (NOR) |
| 3. prosince 2017 18:00 | Liou 6 | (9–20) | tři hráčky 5 | Arena Leipzig, Lipsko Počet diváků: 4 381 Rozhodčí: Arntsenová, Røenová (NOR) |
| 3. prosince 2017 18:00 | 2×     | souhrn | 2× 3×        | Arena Leipzig, Lipsko Počet diváků: 4 381 Rozhodčí: Arntsenová, Røenová (NOR) |

| 3. prosince 2017 20:30 | Jižní Korea | 18–23   | Německo         | Arena Leipzig, Lipsko Počet diváků: 5 794 Rozhodčí: Kurtagic, Wetterwik (SWE) |
| 3. prosince 2017 20:30 | Lee, Sim 5  | (10–11) | Gubernatisová 7 | Arena Leipzig, Lipsko Počet diváků: 5 794 Rozhodčí: Kurtagic, Wetterwik (SWE) |
| 3. prosince 2017 20:30 | 3×          | souhrn  | 5× 4×           | Arena Leipzig, Lipsko Počet diváků: 5 794 Rozhodčí: Kurtagic, Wetterwik (SWE) |

| 5. prosince 2017 12:00 | Jižní Korea | 31–19   | Čína   | Arena Leipzig, Lipsko Počet diváků: 3 917 Rozhodčí: García, Marín (ESP) |
| 5. prosince 2017 12:00 | Yu 8        | (18–10) | Liou 8 | Arena Leipzig, Lipsko Počet diváků: 3 917 Rozhodčí: García, Marín (ESP) |
| 5. prosince 2017 12:00 | 2×          | souhrn  | 3× 2×  | Arena Leipzig, Lipsko Počet diváků: 3 917 Rozhodčí: García, Marín (ESP) |

| 5. prosince 2017 15:30 | Nizozemsko                      | 29–22  | Kamerun                | Arena Leipzig, Lipsko Počet diváků: 2 237 Rozhodčí: Erdoğan, Özdeniz (TUR) |
| 5. prosince 2017 15:30 | Polmanová, Van der Heijdenová 4 | (14–8) | Djiepmouová, Toubová 4 | Arena Leipzig, Lipsko Počet diváků: 2 237 Rozhodčí: Erdoğan, Özdeniz (TUR) |
| 5. prosince 2017 15:30 | 3×                              | souhrn | 5× 1×                  | Arena Leipzig, Lipsko Počet diváků: 2 237 Rozhodčí: Erdoğan, Özdeniz (TUR) |

| 5. prosince 2017 18:00 | Německo    | 22–22  | Srbsko               | Arena Leipzig, Lipsko Počet diváků: 3 871 Rozhodčí: Arntsenová, Røenová (NOR) |
| 5. prosince 2017 18:00 | Huberová 6 | (9–11) | Krpežová Slezaková 7 | Arena Leipzig, Lipsko Počet diváků: 3 871 Rozhodčí: Arntsenová, Røenová (NOR) |
| 5. prosince 2017 18:00 | 6× 4×      | souhrn | 4×                   | Arena Leipzig, Lipsko Počet diváků: 3 871 Rozhodčí: Arntsenová, Røenová (NOR) |

| 6. prosince 2017 12:00 | Kamerun       | 21–33  | Jižní Korea  | Arena Leipzig, Lipsko Počet diváků: 667 Rozhodčí: Arntsenová, Røenová (NOR) |
| 6. prosince 2017 12:00 | Djiepmouová 6 | (6–16) | tři hráčky 5 | Arena Leipzig, Lipsko Počet diváků: 667 Rozhodčí: Arntsenová, Røenová (NOR) |
| 6. prosince 2017 12:00 | 6× 3× 1×      | souhrn | 2×           | Arena Leipzig, Lipsko Počet diváků: 667 Rozhodčí: Arntsenová, Røenová (NOR) |

| 6. prosince 2017 15:30 | Srbsko         | 27–27   | Nizozemsko   | Arena Leipzig, Lipsko Počet diváků: 2 545 Rozhodčí: Kurtagic, Wetterwik (SWE) |
| 6. prosince 2017 15:30 | Dmitrovićová 9 | (15–15) | Abbinghová 7 | Arena Leipzig, Lipsko Počet diváků: 2 545 Rozhodčí: Kurtagic, Wetterwik (SWE) |
| 6. prosince 2017 15:30 | 6× 3×          | souhrn  | 3×           | Arena Leipzig, Lipsko Počet diváků: 2 545 Rozhodčí: Kurtagic, Wetterwik (SWE) |

| 6. prosince 2017 18:00 | Německo   | 24–9   | Čína         | Arena Leipzig, Lipsko Počet diváků: 3 165 Rozhodčí: Erdoğan, Özdeniz (TUR) |
| 6. prosince 2017 18:00 | Bölková 4 | (10–3) | tři hráčky 2 | Arena Leipzig, Lipsko Počet diváků: 3 165 Rozhodčí: Erdoğan, Özdeniz (TUR) |
| 6. prosince 2017 18:00 | 1× 3×     | souhrn | 4× 2×        | Arena Leipzig, Lipsko Počet diváků: 3 165 Rozhodčí: Erdoğan, Özdeniz (TUR) |

| 8. prosince 2017 14:00 | Čína     | 26–26   | Kamerun                          | Arena Leipzig, Lipsko Počet diváků: 1 825 Rozhodčí: Antić, Jakovljević (SRB) |
| 8. prosince 2017 14:00 | Čchiao 5 | (13–13) | Baniomová, Nchouapouognigniová 5 | Arena Leipzig, Lipsko Počet diváků: 1 825 Rozhodčí: Antić, Jakovljević (SRB) |
| 8. prosince 2017 14:00 | 3×       | souhrn  | 5× 2×                            | Arena Leipzig, Lipsko Počet diváků: 1 825 Rozhodčí: Antić, Jakovljević (SRB) |

| 8. prosince 2017 18:00 | Nizozemsko   | 31–23   | Německo     | Arena Leipzig, Lipsko Počet diváků: 6 000 Rozhodčí: García, Marín (ESP) |
| 8. prosince 2017 18:00 | Abbinghová 9 | (18–10) | Stolleová 6 | Arena Leipzig, Lipsko Počet diváků: 6 000 Rozhodčí: García, Marín (ESP) |
| 8. prosince 2017 18:00 | 3× 1×        | souhrn  | 3×          | Arena Leipzig, Lipsko Počet diváků: 6 000 Rozhodčí: García, Marín (ESP) |

| 8. prosince 2017 20:30 | Srbsko                         | 33–28   | Jižní Korea | Arena Leipzig, Lipsko Počet diváků: 5 432 Rozhodčí: Erdoğan, Özdeniz (TUR) |
| 8. prosince 2017 20:30 | Damnjanovićová, Pop-Lazićová 5 | (15–14) | Yu 8        | Arena Leipzig, Lipsko Počet diváků: 5 432 Rozhodčí: Erdoğan, Özdeniz (TUR) |
| 8. prosince 2017 20:30 | 4× 3×                          | souhrn  | 2×          | Arena Leipzig, Lipsko Počet diváků: 5 432 Rozhodčí: Erdoğan, Özdeniz (TUR) |

## Prezidentský pohár
Týmy, které nepostoupily ze základních skupin do vyřazovacích bojů o medaile, sehrály turnaj útěchy – Prezidentský pohár, o konečné 17.–24. místo.
Zápasy o 17.–20. místo
|  | Semifinále o 17.–20. místo | Semifinále o 17.–20. místo | Semifinále o 17.–20. místo |  |  | Zápas o 17. místo | Zápas o 17. místo | Zápas o 17. místo |
|  |                            |                            |                            |  |  |                   |                   |                   |
|  |                            | Angola                     | 33                         |  |  |                   |                   |                   |
|  |                            | Polsko (pen.)              | 34                         |  |  |                   |                   |                   |
|  |                            |                            |                            |  |  |                   | Polsko            | 29                |
|  |                            |                            |                            |  |  |                   | Brazílie          | 27                |
|  |                            | Brazílie                   | 28                         |  |  |                   |                   |                   |
|  |                            | Kamerun                    | 26                         |  |  | Zápas o 19. místo | Zápas o 19. místo | Zápas o 19. místo |
|  |                            |                            |                            |  |  |                   | Angola            | 33                |
|  |                            |                            |                            |  |  |                   | Kamerun           | 23                |

Zápasy o 21.–24. místo
|  | Semifinále o 21.–24. místo | Semifinále o 21.–24. místo | Semifinále o 21.–24. místo |  |  | Zápas o 21. místo | Zápas o 21. místo | Zápas o 21. místo |
|  |                            |                            |                            |  |  |                   |                   |                   |
|  |                            | Paraguay                   | 28                         |  |  |                   |                   |                   |
|  |                            | Argentina                  | 25                         |  |  |                   |                   |                   |
|  |                            |                            |                            |  |  |                   | Paraguay          | 23                |
|  |                            |                            |                            |  |  |                   | Čína              | 21                |
|  |                            | Tunisko                    | 31                         |  |  |                   |                   |                   |
|  |                            | Čína                       | 32                         |  |  | Zápas o 23. místo | Zápas o 23. místo | Zápas o 23. místo |
|  |                            |                            |                            |  |  |                   | Argentina         | 29                |
|  |                            |                            |                            |  |  |                   | Tunisko           | 19                |

### Semifinále o 21.–24. místo
| 10. prosince 2017 11:30 | Paraguay | 28–25   | Argentina                      | GETEC Arena, Magdeburg Počet diváků: 1 493 Rozhodčí: Arntsenová, Røenová (NOR) |
| 10. prosince 2017 11:30 | Fiore 8  | (10–12) | Ponce de Leonová, Salvadóová 5 | GETEC Arena, Magdeburg Počet diváků: 1 493 Rozhodčí: Arntsenová, Røenová (NOR) |
| 10. prosince 2017 11:30 | 3× 1×    | souhrn  | 3×                             | GETEC Arena, Magdeburg Počet diváků: 1 493 Rozhodčí: Arntsenová, Røenová (NOR) |

| 10. prosince 2017 14:00 | Tunisko       | 31–32   | Čína   | GETEC Arena, Magdeburg Počet diváků: 1 787 Rozhodčí: Bonaventurová, Bonaventurová (FRA) |
| 10. prosince 2017 14:00 | Hamrouniová 6 | (14–16) | Liou 9 | GETEC Arena, Magdeburg Počet diváků: 1 787 Rozhodčí: Bonaventurová, Bonaventurová (FRA) |
| 10. prosince 2017 14:00 | 2× 3×         | souhrn  | 5× 2×  | GETEC Arena, Magdeburg Počet diváků: 1 787 Rozhodčí: Bonaventurová, Bonaventurová (FRA) |

### Semifinále o 17.–20. místo
| 10. prosince 2017 11:30 | Angola                   | 33–34   | Polsko      | Arena Leipzig, Lipsko Počet diváků: 763 Rozhodčí: Erdoğan, Özdeniz (TUR) |
| 10. prosince 2017 11:30 | Guialová 9               | (13–12) | Grzybová 13 | Arena Leipzig, Lipsko Počet diváků: 763 Rozhodčí: Erdoğan, Özdeniz (TUR) |
| 10. prosince 2017 11:30 | 5× 2× 1×                 | souhrn  | 3×          | Arena Leipzig, Lipsko Počet diváků: 763 Rozhodčí: Erdoğan, Özdeniz (TUR) |
| 10. prosince 2017 11:30 | ZČ: 24–24, 7m hody: 9–10 |         |             | Arena Leipzig, Lipsko Počet diváků: 763 Rozhodčí: Erdoğan, Özdeniz (TUR) |

| 10. prosince 2017 14:00 | Brazílie     | 28–26   | Kamerun             | Arena Leipzig, Lipsko Počet diváků: 637 Rozhodčí: Alpaidzeová, Berežkinová (RUS) |
| 10. prosince 2017 14:00 | D. Rochová 7 | (14–15) | Mossyová, Toubová 6 | Arena Leipzig, Lipsko Počet diváků: 637 Rozhodčí: Alpaidzeová, Berežkinová (RUS) |
| 10. prosince 2017 14:00 | 4× 2×        | souhrn  | 7× 1×               | Arena Leipzig, Lipsko Počet diváků: 637 Rozhodčí: Alpaidzeová, Berežkinová (RUS) |

### Zápas o 23. místo
| 11. prosince 2017 11:30 | Argentina    | 29–19   | Tunisko        | GETEC Arena, Magdeburg Počet diváků: 1 361 Rozhodčí: García, Marín (ESP) |
| 11. prosince 2017 11:30 | Salvadóová 8 | (15–10) | Chabchoubová 5 | GETEC Arena, Magdeburg Počet diváků: 1 361 Rozhodčí: García, Marín (ESP) |
| 11. prosince 2017 11:30 | 1×           | souhrn  | 3× 1×          | GETEC Arena, Magdeburg Počet diváků: 1 361 Rozhodčí: García, Marín (ESP) |

### Zápas o 21. místo
| 11. prosince 2017 14:00 | Paraguay   | 23–21   | Čína  | GETEC Arena, Magdeburg Počet diváků: 1 361 Rozhodčí: Kurtagic, Wetterwik (SWE) |
| 11. prosince 2017 14:00 | Fioreová 5 | (14–10) | Sun 6 | GETEC Arena, Magdeburg Počet diváků: 1 361 Rozhodčí: Kurtagic, Wetterwik (SWE) |
| 11. prosince 2017 14:00 | 6× 1×      | souhrn  | 4×    | GETEC Arena, Magdeburg Počet diváků: 1 361 Rozhodčí: Kurtagic, Wetterwik (SWE) |

### Zápas o 19. místo
| 11. prosince 2017 11:30 | Angola      | 33–23   | Kamerun      | Arena Leipzig, Lipsko Počet diváků: 227 Rozhodčí: Koo, Lee (KOR) |
| 11. prosince 2017 11:30 | Machadová 8 | (16–12) | tři hráčky 4 | Arena Leipzig, Lipsko Počet diváků: 227 Rozhodčí: Koo, Lee (KOR) |
| 11. prosince 2017 11:30 | 2× 3×       | souhrn  | 3× 1×        | Arena Leipzig, Lipsko Počet diváků: 227 Rozhodčí: Koo, Lee (KOR) |

### Zápas o 17. místo
| 11. prosince 2017 14:00 | Polsko               | 29–27   | Brazílie     | Arena Leipzig, Lipsko Počet diváků: 242 Rozhodčí: Hizaki, Ikebuči (JPN) |
| 11. prosince 2017 14:00 | Kudłaczová-Glocová 7 | (15–13) | M. Costová 8 | Arena Leipzig, Lipsko Počet diváků: 242 Rozhodčí: Hizaki, Ikebuči (JPN) |
| 11. prosince 2017 14:00 | 6× 3× 1×             | souhrn  | 5× 2× 1×     | Arena Leipzig, Lipsko Počet diváků: 242 Rozhodčí: Hizaki, Ikebuči (JPN) |

## Vyřazovací fáze
Z každé ze čtyř základních skupin postoupily do vyřazovacích bojů první čtyři týmy.
|  | Osmifinále, 10.–11. prosince | Osmifinále, 10.–11. prosince | Osmifinále, 10.–11. prosince |            |            | Čtvrtfinále, 12.–13. prosince | Čtvrtfinále, 12.–13. prosince | Čtvrtfinále, 12.–13. prosince |    |  | Semifinále, 15. prosince | Semifinále, 15. prosince | Semifinále, 15. prosince    |                             |                             | Finále, 17. prosince        | Finále, 17. prosince | Finále, 17. prosince |
|  |                              |                              |                              |            |            |                               |                               |                               |    |  |                          |                          |                             |                             |                             |                             |                      |                      |
|  |                              | Švédsko                      | 33                           |            |            |                               |                               |                               |    |  |                          |                          |                             |                             |                             |                             |                      |                      |
|  |                              | Slovinsko                    | 21                           |            |            |                               |                               |                               |    |  |                          |                          |                             |                             |                             |                             |                      |                      |
|  |                              | Slovinsko                    | 21                           |            | Švédsko    | 26                            |                               |                               |    |  |                          |                          |                             |                             |                             |                             |                      |                      |
|  |                              |                              |                              |            | Švédsko    | 26                            |                               |                               |    |  |                          |                          |                             |                             |                             |                             |                      |                      |
|  |                              |                              |                              | Dánsko     | 23         |                               |                               |                               |    |  |                          |                          |                             |                             |                             |                             |                      |                      |
|  |                              | Německo                      | 17                           | Dánsko     | 23         |                               |                               |                               |    |  |                          |                          |                             |                             |                             |                             |                      |                      |
|  |                              | Německo                      | 17                           |            |            |                               |                               |                               |    |  |                          |                          |                             |                             |                             |                             |                      |                      |
|  |                              | Dánsko                       | 21                           |            |            |                               |                               |                               |    |  |                          |                          |                             |                             |                             |                             |                      |                      |
|  |                              |                              |                              |            |            |                               |                               | Švédsko                       | 22 |  |                          |                          |                             |                             |                             |                             |                      |                      |
|  |                              |                              |                              |            |            |                               |                               |                               | 22 |  |                          |                          |                             |                             |                             |                             |                      |                      |
|  |                              |                              | Francie                      | 24         |            |                               |                               |                               |    |  |                          |                          |                             |                             |                             |                             |                      |                      |
|  |                              | Maďarsko                     | Francie                      | 24         | 26         |                               |                               |                               |    |  |                          |                          |                             |                             |                             |                             |                      |                      |
|  |                              | Maďarsko                     |                              |            | 26         |                               |                               |                               |    |  |                          |                          |                             |                             |                             |                             |                      |                      |
|  |                              | Francie                      | 29                           |            |            |                               |                               |                               |    |  |                          |                          |                             |                             |                             |                             |                      |                      |
|  |                              | Francie                      | 29                           |            | Francie    | 25                            |                               |                               |    |  |                          |                          |                             |                             |                             |                             |                      |                      |
|  |                              |                              |                              |            | Francie    | 25                            |                               |                               |    |  |                          |                          |                             |                             |                             |                             |                      |                      |
|  |                              |                              |                              | Černá Hora | 22         |                               |                               |                               |    |  |                          |                          |                             |                             |                             |                             |                      |                      |
|  |                              | Srbsko                       | 29                           | Černá Hora | 22         |                               |                               |                               |    |  |                          |                          |                             |                             |                             |                             |                      |                      |
|  |                              | Srbsko                       | 29                           |            |            |                               |                               |                               |    |  |                          |                          |                             |                             |                             |                             |                      |                      |
|  |                              | Černá Hora                   | 31                           |            |            |                               |                               |                               |    |  |                          |                          |                             |                             |                             |                             |                      |                      |
|  |                              |                              |                              |            |            |                               |                               |                               |    |  |                          |                          | Francie                     | 23                          |                             |                             |                      |                      |
|  |                              |                              |                              |            |            |                               |                               |                               |    |  |                          |                          |                             |                             |                             |                             |                      |                      |
|  |                              |                              | Norsko                       | 21         |            |                               |                               |                               |    |  |                          |                          |                             |                             |                             |                             |                      |                      |
|  |                              | Japonsko                     | Norsko                       | 21         | 24         |                               |                               |                               |    |  |                          |                          |                             |                             |                             |                             |                      |                      |
|  |                              | Japonsko                     |                              |            | 24         |                               |                               |                               |    |  |                          |                          |                             |                             |                             |                             |                      |                      |
|  |                              | Nizozemsko (prod.)           | 26                           |            |            |                               |                               |                               |    |  |                          |                          |                             |                             |                             |                             |                      |                      |
|  |                              | Nizozemsko (prod.)           | 26                           |            | Nizozemsko | 30                            |                               |                               |    |  |                          |                          | Zápas o bronz, 17. prosince | Zápas o bronz, 17. prosince | Zápas o bronz, 17. prosince | Zápas o bronz, 17. prosince |                      |                      |
|  |                              |                              |                              |            | Nizozemsko | 30                            |                               |                               |    |  |                          |                          | Zápas o bronz, 17. prosince | Zápas o bronz, 17. prosince | Zápas o bronz, 17. prosince | Zápas o bronz, 17. prosince |                      |                      |
|  |                              |                              |                              | Česko      | 26         |                               |                               |                               |    |  |                          |                          |                             |                             |                             |                             |                      |                      |
|  |                              | Rumunsko                     | 27                           | Česko      | 26         |                               |                               |                               |    |  |                          |                          | Švédsko                     | 21                          |                             |                             |                      |                      |
|  |                              | Rumunsko                     | 27                           |            |            |                               |                               |                               |    |  |                          |                          | Švédsko                     | 21                          |                             |                             |                      |                      |
|  |                              | Česko                        | 28                           |            |            |                               |                               |                               |    |  |                          |                          |                             |                             |                             |                             | Nizozemsko           | 24                   |
|  |                              |                              |                              |            |            |                               |                               | Nizozemsko                    | 23 |  |                          |                          |                             |                             |                             |                             | Nizozemsko           | 24                   |
|  |                              |                              |                              |            |            |                               |                               |                               | 23 |  |                          |                          |                             |                             |                             |                             |                      |                      |
|  |                              |                              | Norsko                       | 32         |            |                               |                               |                               |    |  |                          |                          |                             |                             |                             |                             |                      |                      |
|  |                              | Španělsko                    | Norsko                       | 32         | 23         |                               |                               |                               |    |  |                          |                          |                             |                             |                             |                             |                      |                      |
|  |                              | Španělsko                    |                              |            | 23         |                               |                               |                               |    |  |                          |                          |                             |                             |                             |                             |                      |                      |
|  |                              | Norsko                       | 31                           |            |            |                               |                               |                               |    |  |                          |                          |                             |                             |                             |                             |                      |                      |
|  |                              | Norsko                       | 31                           |            | Norsko     | 34                            |                               |                               |    |  |                          |                          |                             |                             |                             |                             |                      |                      |
|  |                              |                              |                              |            | Norsko     | 34                            |                               |                               |    |  |                          |                          |                             |                             |                             |                             |                      |                      |
|  |                              |                              |                              | Rusko      | 17         |                               |                               |                               |    |  |                          |                          |                             |                             |                             |                             |                      |                      |
|  |                              | Rusko (prod.)                | 36                           | Rusko      | 17         |                               |                               |                               |    |  |                          |                          |                             |                             |                             |                             |                      |                      |
|  |                              | Rusko (prod.)                | 36                           |            |            |                               |                               |                               |    |  |                          |                          |                             |                             |                             |                             |                      |                      |
|  |                              | Jižní Korea                  | 35                           |            |            |                               |                               |                               |    |  |                          |                          |                             |                             |                             |                             |                      |                      |

### Osmifinále
| 10. prosince 2017 17:30 | Srbsko      | 29–31  | Černá Hora     | GETEC Arena, Magdeburg Počet diváků: 3 011 Rozhodčí: García, Marín (ESP) |
| 10. prosince 2017 17:30 | Cvijićová 7 | (9–14) | Radičevićová 9 | GETEC Arena, Magdeburg Počet diváků: 3 011 Rozhodčí: García, Marín (ESP) |
| 10. prosince 2017 17:30 | 5× 1×       | souhrn | 6× 3×          | GETEC Arena, Magdeburg Počet diváků: 3 011 Rozhodčí: García, Marín (ESP) |

| 10. prosince 2017 17:30 | Maďarsko                  | 26–29   | Francie        | Arena Leipzig, Lipsko Počet diváků: 1 385 Rozhodčí: Pavićević, Ražnatović (MNE) |
| 10. prosince 2017 17:30 | Kovacsicsová, Lukácsová 6 | (11–14) | Lacrabèreová 5 | Arena Leipzig, Lipsko Počet diváků: 1 385 Rozhodčí: Pavićević, Ražnatović (MNE) |
| 10. prosince 2017 17:30 | 5× 3×                     | souhrn  | 4× 1×          | Arena Leipzig, Lipsko Počet diváků: 1 385 Rozhodčí: Pavićević, Ražnatović (MNE) |

| 10. prosince 2017 20:30 | Německo    | 17–21  | Dánsko                         | GETEC Arena, Magdeburg Počet diváků: 4 133 Rozhodčí: Kurtagic, Wetterwik (SWE) |
| 10. prosince 2017 20:30 | Smitsová 6 | (7–11) | S. Jørgensenová, Tranborgová 5 | GETEC Arena, Magdeburg Počet diváků: 4 133 Rozhodčí: Kurtagic, Wetterwik (SWE) |
| 10. prosince 2017 20:30 | 3×         | souhrn | 6× 2× 1×                       | GETEC Arena, Magdeburg Počet diváků: 4 133 Rozhodčí: Kurtagic, Wetterwik (SWE) |

| 10. prosince 2017 20:30 | Švédsko       | 33–21   | Slovinsko  | Arena Leipzig, Lipsko Počet diváků: 1 190 Rozhodčí: Grillo, Lenci (ARG) |
| 10. prosince 2017 20:30 | Westbergová 8 | (18–12) | Korenová 8 | Arena Leipzig, Lipsko Počet diváků: 1 190 Rozhodčí: Grillo, Lenci (ARG) |
| 10. prosince 2017 20:30 | 3×            | souhrn  | 4× 2×      | Arena Leipzig, Lipsko Počet diváků: 1 190 Rozhodčí: Grillo, Lenci (ARG) |

| 11. prosince 2017 17:30 | Rusko                  | 36–35(PR) | Jižní Korea | GETEC Arena, Magdeburg Počet diváků: 1 132 Rozhodčí: Arntsenová, Røenová (NOR) |
| 11. prosince 2017 17:30 | Vedechinová 9          | (16–13)   | Lee 11      | GETEC Arena, Magdeburg Počet diváků: 1 132 Rozhodčí: Arntsenová, Røenová (NOR) |
| 11. prosince 2017 17:30 | 4× 3× 1×               | souhrn    | 1×          | GETEC Arena, Magdeburg Počet diváků: 1 132 Rozhodčí: Arntsenová, Røenová (NOR) |
| 11. prosince 2017 17:30 | ZČ: 30–30, Prodl.: 6–5 |           |             | GETEC Arena, Magdeburg Počet diváků: 1 132 Rozhodčí: Arntsenová, Røenová (NOR) |

| 11. prosince 2017 17:30 | Rumunsko    | 27–28   | Česko       | Arena Leipzig, Lipsko Počet diváků: 1 003 Rozhodčí: Schulze, Tönnies (GER) |
| 11. prosince 2017 17:30 | Neaguová 13 | (17–14) | Jeřábková 7 | Arena Leipzig, Lipsko Počet diváků: 1 003 Rozhodčí: Schulze, Tönnies (GER) |
| 11. prosince 2017 17:30 | 10× 4×      | souhrn  | 3× 4×       | Arena Leipzig, Lipsko Počet diváků: 1 003 Rozhodčí: Schulze, Tönnies (GER) |

| 11. prosince 2017 20:30 | Japonsko               | 24–26(PR) | Nizozemsko     | GETEC Arena, Magdeburg Počet diváků: 1 231 Rozhodčí: Krichen, Makhlouf (TUN) |
| 11. prosince 2017 20:30 | Ikeharová 5            | (10–10)   | Malesteinová 7 | GETEC Arena, Magdeburg Počet diváků: 1 231 Rozhodčí: Krichen, Makhlouf (TUN) |
| 11. prosince 2017 20:30 | 4× 2×                  | souhrn    | 3×             | GETEC Arena, Magdeburg Počet diváků: 1 231 Rozhodčí: Krichen, Makhlouf (TUN) |
| 11. prosince 2017 20:30 | ZČ: 20–20, Prodl.: 4–6 |           |                | GETEC Arena, Magdeburg Počet diváků: 1 231 Rozhodčí: Krichen, Makhlouf (TUN) |

| 11. prosince 2017 20:30 | Španělsko   | 23–31   | Norsko  | Arena Leipzig, Lipsko Počet diváků: 1 263 Rozhodčí: Christiansen, Hansen (DEN) |
| 11. prosince 2017 20:30 | Martínová 6 | (10–13) | Mørk 11 | Arena Leipzig, Lipsko Počet diváků: 1 263 Rozhodčí: Christiansen, Hansen (DEN) |
| 11. prosince 2017 20:30 | 4× 1×       | souhrn  | 5× 1×   | Arena Leipzig, Lipsko Počet diváků: 1 263 Rozhodčí: Christiansen, Hansen (DEN) |

### Čtvrtfinále
| 12. prosince 2017 17:30 | Švédsko         | 26–23   | Dánsko        | Arena Leipzig, Lipsko Počet diváků: 2 387 Rozhodčí: Alpaidzeová, Berežkinová (RUS) |
| 12. prosince 2017 17:30 | Blomstrandová 7 | (13–11) | Tranborgová 7 | Arena Leipzig, Lipsko Počet diváků: 2 387 Rozhodčí: Alpaidzeová, Berežkinová (RUS) |
| 12. prosince 2017 17:30 | 2×              | souhrn  | 4× 2×         | Arena Leipzig, Lipsko Počet diváků: 2 387 Rozhodčí: Alpaidzeová, Berežkinová (RUS) |

| 12. prosince 2017 20:45 | Francie     | 25–22   | Černá Hora     | Arena Leipzig, Lipsko Počet diváků: 2 019 Rozhodčí: Koo, Lee (KOR) |
| 12. prosince 2017 20:45 | Pineauová 5 | (12–10) | Bulatovićová 9 | Arena Leipzig, Lipsko Počet diváků: 2 019 Rozhodčí: Koo, Lee (KOR) |
| 12. prosince 2017 20:45 | 3× 4×       | souhrn  | 3×             | Arena Leipzig, Lipsko Počet diváků: 2 019 Rozhodčí: Koo, Lee (KOR) |

| 13. prosince 2017 17:30 | Nizozemsko    | 30–26   | Česko       | GETEC Arena, Magdeburg Počet diváků: 1 451 Rozhodčí: Horváth, Márton (HUN) |
| 13. prosince 2017 17:30 | Abbinghová 14 | (17–16) | Luzumová 11 | GETEC Arena, Magdeburg Počet diváků: 1 451 Rozhodčí: Horváth, Márton (HUN) |
| 13. prosince 2017 17:30 | 4× 3×         | souhrn  | 5× 3×       | GETEC Arena, Magdeburg Počet diváků: 1 451 Rozhodčí: Horváth, Márton (HUN) |

| 13. prosince 2017 20:30 | Norsko | 34–17  | Rusko        | GETEC Arena, Magdeburg Počet diváků: 1 583 Rozhodčí: Bonaventurová, Bonaventurová (FRA) |
| 13. prosince 2017 20:30 | Mørk 9 | (15–8) | Kočetovová 5 | GETEC Arena, Magdeburg Počet diváků: 1 583 Rozhodčí: Bonaventurová, Bonaventurová (FRA) |
| 13. prosince 2017 20:30 | 2×     | souhrn | 4× 1×        | GETEC Arena, Magdeburg Počet diváků: 1 583 Rozhodčí: Bonaventurová, Bonaventurová (FRA) |

### Semifinále
| 15. prosince 2017 17:30 | Švédsko              | 23–32   | Norsko | Barclaycard Arena, Hamburk Počet diváků: 11 261 Rozhodčí: Kurtagic, Wetterwik (SWE) |
| 15. prosince 2017 17:30 | Van Der Heijdenová 5 | (10–17) | Mørk 8 | Barclaycard Arena, Hamburk Počet diváků: 11 261 Rozhodčí: Kurtagic, Wetterwik (SWE) |
| 15. prosince 2017 17:30 | 2× 1×                | souhrn  | 5× 3×  | Barclaycard Arena, Hamburk Počet diváků: 11 261 Rozhodčí: Kurtagic, Wetterwik (SWE) |

| 15. prosince 2017 20:45 | Švédsko     | 22–24   | Francie        | Barclaycard Arena, Hamburk Počet diváků: 11 261 Rozhodčí: García, Marín (ESP) |
| 15. prosince 2017 20:45 | Hagmanová 8 | (12–11) | Lacrabèreová 5 | Barclaycard Arena, Hamburk Počet diváků: 11 261 Rozhodčí: García, Marín (ESP) |
| 15. prosince 2017 20:45 | 3×          | souhrn  | 7× 2×          | Barclaycard Arena, Hamburk Počet diváků: 11 261 Rozhodčí: García, Marín (ESP) |

### Zápas o bronz
| 17. prosince 2017 14:30 | Švédsko      | 21–24  | Nizozemsko   | Barclaycard Arena, Hamburk Počet diváků: 11 162 Rozhodčí: Alpaidzeová, Berežkinová (RUS) |
| 17. prosince 2017 14:30 | Gulldénová 7 | (8–14) | Abbinghová 8 | Barclaycard Arena, Hamburk Počet diváků: 11 162 Rozhodčí: Alpaidzeová, Berežkinová (RUS) |
| 17. prosince 2017 14:30 | 3× 1×        | souhrn | 6× 1×        | Barclaycard Arena, Hamburk Počet diváků: 11 162 Rozhodčí: Alpaidzeová, Berežkinová (RUS) |

### Finále
| 17. prosince 2017 17:30 | Francie                 | 23–21   | Norsko                 | Barclaycard Arena, Hamburk Počet diváků: 11 261 Rozhodčí: Christiansen, Hansen (DEN) |
| 17. prosince 2017 17:30 | Houetteová, Pineauová 4 | (11–10) | Kristiansenová, Mørk 7 | Barclaycard Arena, Hamburk Počet diváků: 11 261 Rozhodčí: Christiansen, Hansen (DEN) |
| 17. prosince 2017 17:30 | 4×                      | souhrn  | 1×                     | Barclaycard Arena, Hamburk Počet diváků: 11 261 Rozhodčí: Christiansen, Hansen (DEN) |

## Konečné pořadí
| Poř.             | tým         |
| ---------------- | ----------- |
| Zlatá medaile    | Francie     |
| Stříbrná medaile | Norsko      |
| Bronzová medaile | Nizozemsko  |
| 4.               | Švédsko     |
| 5.               | Rusko       |
| 6.               | Dánsko      |
| 7.               | Černá Hora  |
| 8.               | Česko       |
| 9.               | Srbsko      |
| 10.              | Rumunsko    |
| 11.              | Španělsko   |
| 12.              | Německo     |
| 13.              | Jižní Korea |
| 14.              | Maďarsko    |
| 15.              | Slovinsko   |
| 16.              | Japonsko    |
| 17.              | Polsko      |
| 18.              | Brazílie    |
| 19.              | Angola      |
| 20.              | Kamerun     |
| 21.              | Paraguay    |
| 22.              | Čína        |
| 23.              | Argentina   |
| 24.              | Tunisko     |

| Mistr světa 2017 · Francie · druhý titul Soupiska: Blandine Dancetteová, Camille Ayglonová, Allison Pineauová, Laurisa Landreová, Astride N'Gouanová, Grâce Zaadiová, Amandine Leynaudová, Manon Houetteová, Kalidiatou Niakatéová, Cléopâtre Darleuxová, Siraba Dembéléová, Laura Flippesová, Orlane Kanorová, Béatrice Edwigeová, Estelle Nze Minková, Gnonsiane Niomblová, Alexandra Lacrabèreová · Hlavní trenér: Olivier Krumbholz |

### All Star tým
Vyhlášení ideální sestavy turnaje v podobě All Star týmu a nejužitečnější hráčky proběhlo 17. prosince 2017.
| Nejužitečnější hráčka turnaje | Nejužitečnější hráčka turnaje |
| ----------------------------- | ----------------------------- |
| nejužitečnější hráčka         | Stine Bredal Oftedalová (NOR) |
| All Star tým                  |                               |
| Pozice                        | hráčka                        |
| brankářka                     | Katrine Lundeová (NOR)        |
| pravé křídlo                  | Nathalie Hagmanová (SWE)      |
| pravá spojka                  | Nora Mørk (NOR)               |
| střední spojka                | Grâce Zaadiová (FRA)          |
| levá spojka                   | Lois Abbinghová (NED)         |
| levé křídlo                   | Siraba Dembéléová (FRA)       |
| pivot                         | Yvette Broch (NED)            |

## Statistiky turnaje
| Nejlepší střelkyně | Nejlepší střelkyně       | Nejlepší střelkyně | Nejlepší střelkyně | Nejlepší střelkyně | Nejlepší střelkyně |
| Poř.               | střelkyně                | tým                | branek             | střel              | %                  |
| ------------------ | ------------------------ | ------------------ | ------------------ | ------------------ | ------------------ |
| 1.                 | Nora Mørk                | Norsko             | 66                 | 97                 | 68                 |
| 2.                 | Lois Abbinghová          | Nizozemsko         | 58                 | 100                | 58                 |
| 3.                 | Iveta Luzumová           | Česko              | 47                 | 73                 | 64                 |
| 4.                 | Isabelle Gulldénová      | Švédsko            | 46                 | 74                 | 62                 |
| 5.                 | Karolina Kudłacz-Glocová | Polsko             | 44                 | 70                 | 63                 |
| 5.                 | Stine Bredal Oftedalová  | Norsko             | 44                 | 68                 | 65                 |
| 7.                 | Sabrina Fioreová         | Paraguay           | 43                 | 62                 | 69                 |
| 7.                 | Ana Grosová              | Slovinsko          | 43                 | 67                 | 64                 |
| 7.                 | Markéta Jeřábková        | Česko              | 43                 | 101                | 43                 |
| 10.                | Katarina Bulatovićová    | Černá Hora         | 42                 | 85                 | 49                 |
| 10.                | Cristina Neaguová        | Rumunsko           | 42                 | 72                 | 58                 |
| 10.                | Jovanka Radičevićová     | Černá Hora         | 42                 | 61                 | 69                 |

| Nejlepší brankářky | Nejlepší brankářky    | Nejlepší brankářky | Nejlepší brankářky | Nejlepší brankářky | Nejlepší brankářky |
| Poř.               | brankářka             | tým                | %                  | zákroků            | střel              |
| ------------------ | --------------------- | ------------------ | ------------------ | ------------------ | ------------------ |
| 1.                 | Katja Kramarczyková   | Německo            | 42                 | 30                 | 71                 |
| 1.                 | Katrine Lundeová      | Norsko             | 42                 | 92                 | 217                |
| 3.                 | Julija Dumanská       | Rumunsko           | 40                 | 39                 | 98                 |
| 4.                 | Cléopâtre Darleuxová  | Francie            | 39                 | 41                 | 106                |
| 4.                 | Kinga Januriková      | Maďarsko           | 39                 | 27                 | 70                 |
| 6.                 | Kari Aalvik Grimsbová | Norsko             | 38                 | 43                 | 112                |
| 6.                 | Park Sae-young        | Jižní Korea        | 38                 | 43                 | 113                |
| 8.                 | Clara Wolteringová    | Německo            | 37                 | 43                 | 115                |
| 9.                 | Marija Čolićová       | Srbsko             | 35                 | 39                 | 113                |
| 9.                 | Viktorija Kalininová  | Rusko              | 35                 | 38                 | 108                |
| 9.                 | Amandine Leynaudová   | Francie            | 35                 | 65                 | 186                |
| 9.                 | Sandra Toftová        | Dánsko             | 35                 | 68                 | 192                |